# SSK Sparta
SSK Sparta je bio slovenski nogometni klub iz Ljubljane, aktivan tri godine, od 1920. do 1922. godine.

## O klubu
Jedan od prvih klubova koji je počeo djelovati u Sloveniji nakon završetka Prvog svjetskog rata bio je ljubljanski SSK Sparta. Bio je jedan od tri kluba (SK Ilirija, SK Slovan i SSK Sparta) koji su pod vodstvom Evgena Betetta pokrenuli inicijativu za osnivanje foruma u koji bi bili učlanjeni svi klubovi s područja slovenskih zemalja, a bio je i jedan od samo sedam nogometnih klubova koji su bili članovi Ljubljanskog nogometnog podsaveza od njegova osnutka 24. travnja 1920. godine.
SSK Sparta je oduvijek bila svojevrsna produžena ruka SK Ilirije, odnosno njen satelit. Nije slučajno da je predsjednik SSK Sparta, ravnatelj Gradske realne ženske gimnazije u Ljubljani, Anton Jug, postao i prvi predsjednik Ljubljanskog nogometnog podsaveza, za što je snažno lobirao, između ostalih, Ilirijin Evgen Betetto. Uz predsjednika Antona Juga, vodstvo kluba činili su dopredsjednik Josip Medved, prvi tajnik Josip Vrančič, drugi tajnik Ivan Učak, blagajnik Nande Juvan te vijećnici Franc Žargaj, Slavko Premelč, Dore Matul, Roman Bregar i Maks Kotnik. Može se zaključiti da su mariborski klubovi SV Rapid i I. SSK Maribor bili inspirirani vezom "Ilirija – Sparta" kada su osnovali SV Vesna, odnosno SK Korotan. U početku su momčad Sparte činili Roman Bregar, Slavko Bregant, Vlado Franchetti, Bogomir Grilc, Karol Habe, Franc Jeralam, Leo Janežič, Edo Kralj, Viktor Kavčič, Milan Kosec, Gvido Marusig, Hugo Marusig, Jože Okrupa, Franc Pobeška, Stane Planinšek i Stane Žargaj, a od svibnja 1921. klub igra svoj utakmice na igralištu uz Dunajsku cestu, odmah iza tadašnje Aleksandrove topničke vojarne, za koju su, iako su vlasništvo nad igralištem dijelili s SK Primorom, tadašnje novine nosile naziv "Spartino igrišče".
Ilirci su, između ostalog, Spartu konstantno opskrbljivali svojim igračima, pa ne čudi da su u dresu Sparte igrala i neka od najvećih imena tadašnjeg ilirskog nogometa: Franc Bregar, Oton Oman, Kazimir Pretnar i Stanko Vrančič. Klub je djelovao sve dok je SK Ilirija imala ambicije za to; Kada je Ilirija prestala financirati klub, preko noći je završila i priča o SSK Sparta, koja je prestala s radom krajem 1922. godine, a većina igrača i klupskih dužnosnika prešla je u redove SK Ilirije i tamo nastavila svoju sportsku karijeru.

## Unutarnje poveznice
- Ljubljana

## Vanjske poveznice
- Zgodovina nogometa v Kraljevini SHS/Jugoslaviji in v času okupacije